# Sander Thomas
Sander Thomas (Enschede, 26 juni 1997) is een Nederlands voetballer die doorgaans als middenvelder speelt. Hij kwam uit voor PEC Zwolle, Heracles Almelo en Go Ahead Eagles.

## Carrière
Thomas speelde in de jeugd van Sparta Enschede tot hij in 2008 werd opgenomen in de jeugdopleiding van FC Twente. Die verruilde hij in 2015 voor die van PEC Zwolle. Na een aantal blessures van selectiespelers zat Thomas hier op 6 december 2015 voor het eerst bij de selectie van het eerste elftal, tijdens een competitiewedstrijd in de Eredivisie tegen N.E.C.. In de 89e minuut mocht hij invallen voor Stefan Nijland. Thomas kwam dat seizoen drie keer in actie, telkens als invaller.
Thomas tekende in juni 2016 een contract tot medio 2017 bij Heracles Almelo, de nummer zes van de Eredivisie in het voorgaande seizoen. In zijn verbintenis werd een optie voor nog een seizoen opgenomen. Het seizoen erop werd hij na een succesvolle stage vastgelegd door Go Ahead Eagles. Na een half seizoen te hebben gevoetbald in Deventer, werd in onderling overleg zijn contract ontbonden.

## Clubstatistieken
| Seizoen                       | Club            | Competitie      | Competitie | Competitie | Beker | Beker | Internationaal | Internationaal | Overig | Overig | Totaal | Totaal |
| Seizoen                       | Club            | Competitie      | Wed.       | Dlp.       | Wed.  | Dlp.  | Wed.           | Dlp.           | Wed.   | Dlp.   | Wed.   | Dlp.   |
| ----------------------------- | --------------- | --------------- | ---------- | ---------- | ----- | ----- | -------------- | -------------- | ------ | ------ | ------ | ------ |
| 2015/16                       | PEC Zwolle      | Eredivisie      | 3          | 0          | 0     | 0     | 0              | 0              | 0      | 0      | 3      | 0      |
| 2016/17                       | Heracles Almelo | Eredivisie      | 2          | 0          | 0     | 0     | 0              | 0              | 0      | 0      | 2      | 0      |
| 2017/18                       | Go Ahead Eagles | Eerste divisie  | 5          | 0          | 1     | 0     | 0              | 0              | 0      | 0      | 6      | 0      |
| Carrière totaal               | Carrière totaal | Carrière totaal | 10         | 0          | 1     | 0     | 0              | 0              | 0      | 0      | 11     | 0      |
| Bijgewerkt tot 9 januari 2018 |                 |                 |            |            |       |       |                |                |        |        |        |        |

## Interlandcarrière
Nederland onder 16
Thomas debuteerde op 28 maart 2013 in Nederland –16, in een vriendschappelijke wedstrijd tegen Duitsland –16 (1–2).
| Interlands van Sander Thomas | Interlands van Sander Thomas | Interlands van Sander Thomas | Interlands van Sander Thomas | Interlands van Sander Thomas | Interlands van Sander Thomas |
| №                            | Datum                        | Wedstrijd                    | Uitslag                      | Soort Wedstrijd              | Doelpunten                   |
| Als speler bij VA FC Twente  | Als speler bij VA FC Twente  | Als speler bij VA FC Twente  | Als speler bij VA FC Twente  | Als speler bij VA FC Twente  | Als speler bij VA FC Twente  |
| ---------------------------- | ---------------------------- | ---------------------------- | ---------------------------- | ---------------------------- | ---------------------------- |
| 1.                           | 28 maart 2013                | Duitsland – Nederland        | 2 – 1                        | Vriendschappelijk            | 0                            |
| 2.                           | 30 maart 2013                | Nederland – Chili            | 1 – 0                        | Vriendschappelijk            | 0                            |
| 3.                           | 1 april 2013                 | Nederland – Portugal         | 2 – 1                        | Vriendschappelijk            | 0                            |